# Поляков Олексій Іванович
Олексій Іванович Поляков (н. 24 серпня 1943, смт Калинове) — український художник-пейзажист, заслужений художник України (1996), народний художник України.

## Біографічні відомості
Олексій Поляков народився 24 серпня 1943 року у смт Калинове Попаснянського району Луганської області. 1976 року митець закінчив Донецьку народну студію образотворчого мистецтва палацу культури імені І. Франка. Його педагогами з фаху були В. Толочко, О. Ляхов.
Олексій Поляков — член НСХУ з 1985 року.
1996 року йому було присвоєно звання «Заслужений художник України».

## Відомості про творчість
Картини художника зберігаються у таких музеях, як: Донецький обласний художній музей, Горлівський художній музей, Запорізький обласний художній музей, Третьяковська галерея та інших.
Основними творами є картини:
- «Тепла осінь» (2000);
- «Міус―фронт» (2003);
- «На переправі» (2005);
- «Козаки в степу» (2007);
- «Дніпропетровські простори» (2007).